# 科瓦利夫希納
50°48′10″N 28°40′29″E / 50.80278°N 28.67472°E
科瓦利夫希納（烏克蘭語：Ковалівщина），是烏克蘭的村落，位於該國北部日托米爾州，由科羅斯堅區負責管轄，始建於1923年，面積0.52平方公里，海拔高度201米，2001年人口59，人口密度每平方公里114.56人。